# Ульяновський район (Калузька область)
Ульяновський район — муніципальне утворення в Калузькій області Росії. Адміністративний центр — село Ульянове.

## Географія
Район розташований на півдні Калузької області. Район межує з Хвастовицьким, Думініцьким, Сухініцьким, Козельським районами Калузької області; на південному сході — з Орловською областю; на сході — з Тульською областю. Площа 1656 км  2  — найбільший район області.
Річки: Витебеть, Сорочка, Черебеть, Амжеронка.

## Історія та найменування району
Район був утворений в 1929 році на територіальній основі укрупненої Плохинської волості Жиздринського повіту Брянської губернії і Вейнської волості  Сухиницького (раніше — Козельського) повіту Калузької губернії. Спочатку він входив до складу Сухиницького округу Західної області і називався  Плохінським , так як районний центр — нинішнє село Ульянове — історично носило назву  Плохін .
В 1934 році райцентр був перейменований на Рум'янцево (на прізвище тодішнього Першого Секретаря Західного обласного комітету ВКП (б) І. П . Рум'янцева), а район став називатися  Рум'янцевським  .
Після арешту і розстрілу І. П. Рум'янцева, в 1937 році, райцентр отримав свою нинішню назву; відповідно, змінилося і найменування району.
У тому ж році  Ульяновський район  був переданий з розформованої Західної області до складу новоствореної Орловської області.
5 липня 1944 року була утворена Калузька область, до складу якої, поряд з іншими, увійшов і Ульяновський район.

## Економіка
В економічному відношенні Ульяновський район відноситься до числа районів області які розвивають промисловість і с/г.
На території району здійснюють свою діяльність понад 100 підприємств і організацій всіх форм власності, в тому числі по галузях: промисловість — 7, сільське-господарство — 13, будівництво — 2, транспорт і зв'язок — 1, торгівля і громадське харчування — 65, освіта — 21.